# Polštář

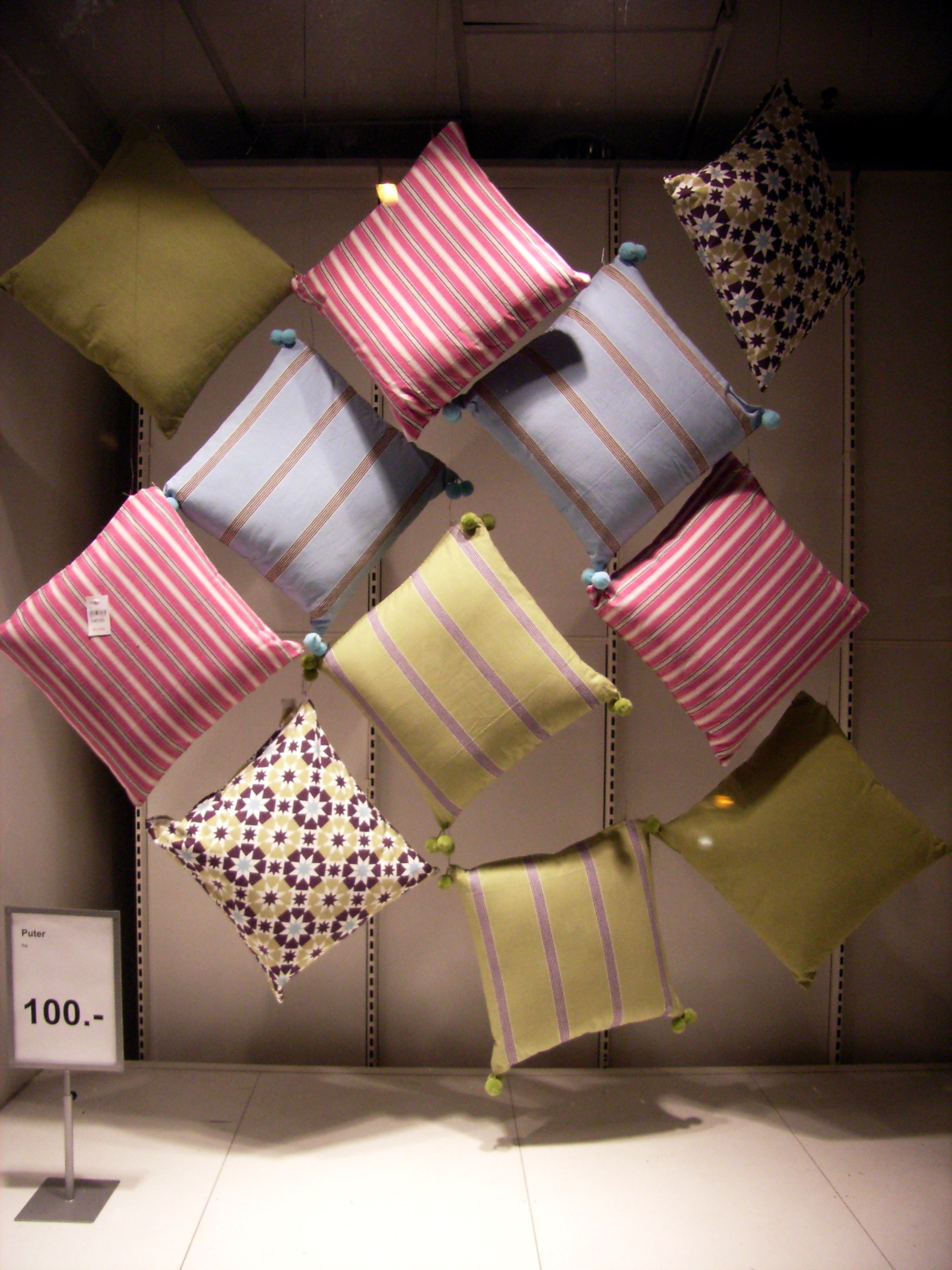
Několik druhů polštářů

Polštář (moravsky zhlavec) je účelové a dekorativní vybavení obytných prostorů různého tvaru a barvy, které se využívá převážně na posteli jako podložka pod hlavu.
Použití polštáře při spánku napomáhá k vyvýšení hlavy, což má za efekt narovnání krku, respektive krční páteře, která si tak odpočine a může regenerovat. Při nepoužití polštáře se krk ohýbá do nepřirozené polohy, která enormně namáhá krční svaly na jedné straně těla, což způsobuje výrazné bolesti krku. Správné vyrovnání páteře je mezi dalšími záležitostí vhodně zvoleného polštáře.
Polštáře se vyrábějí většinou ze dvou částí – obalu a vnitřní náplně, případně jsou ještě opatřeny povlečením. Obal je většinou pevný, aby vydržel i hrubší zacházení. Náplň byla dříve vyráběna většinou z ptačího peří. Peřový polštář byl určen pro majetnější část populace, chudší část si vycpávala polštář slámou.
V dnešní době je vyráběno mnoho druhů náplní využívajících umělá textilní vlákna. S ohledem na to, že v matracích, polštářích a přikrývkách žijí roztoči, doporučuje se využívat místo přírodních výplní spíše polyamidová vlákna a další umělé materiály, které jsou vhodné i pro alergiky a astmatiky (takové polštáře nevytváří téměř žádný prach) a pravidelně polštáře prát na teplotu 60 °C.

## Historie
První polštáře pocházely ze starověké Mezopotámie (přibližně 7 000 př. n. l.), kde byly vyrobeny z kamene do tvaru kolébky. Jejich hlavním účelem byla ochrana hlavy před hmyzem. Starověcí Egypťané zase věřili, že hlava je sídlem ducha, a proto si zaslouží patřičnou podporu. Egyptské polštáře přitom byly vyrobeny z mramoru, slonoviny, keramiky, dřeva nebo kamene. V Číně se polštáře vyráběly z porcelánu a byly prostředkem pro ochlazení hlavy v horké noci. Byly hojně zdobené, což mělo i symbolický význam. Konkrétně motivy zvířat měly chránit rodinu před zlými duchy. Specifickou roli pak měly dřevěné polštáře plněné léčivými bylinami, které měly navrátit zdraví. Měkké polštáře se poprvé objevují až ve starověkém Římě. Byly vyrobeny z látky plněné bavlnou, rákosím či slámou. Bohatí Římané si nechávali plnit polštáře peřím.